# Дворцов мост
Дворцовият мост е повдигащ се мост през река Нева в Санкт Петербург.
Получава наименованието си от намиращия се наблизо Зимен дворец. Съединява Адмиралтейския остров (в централната част на града) и Василевския остров. Свързва Дворцовия проезд, Дворцовата и Адмиралтейската крайбрежни улици с Борсовия площад и Университетската крайбрежна ул.
Дължината на моста е 250 метра, а широчината е 27,7 м. Има 5 светли отвора. Подвижните крила на средната част на моста са сред символите на Санкт Петерберг.
По-нагоре срещу течението на река Нева се намира повдигащият се Троицки мост, а по-надолу по течението е също повдигащият се Благовещенски мост.

## История

### Понтонен мост
През 1853 г. по настояване на търговската гилдия е взето решение да бъде построен понтонен мост. След три години мостът е построен, като се използват части от Исакиевския понтонен мост. На 10 декември 1856 г. е завършено преместването на Исакиевския мост. А през 1896 г. понтонният мост е пренесен надолу по течението на реката с около 50 метра, където по-късно на това място ще се извърши строителството на постоянния дворцов мост. През 1911 г. понтонният мост е пренесен на Сенатския площад, където се намира до 1916 г. и където изгаря от искра на преминаващ по Нева буксирен кораб.

### Постоянен мост
Строителството на моста започва в края на 1911 г. като летите чугунени арки са произведени в коломенския завод и пристигат по вода и се установяват на място. През времето на Първата световна война строителството е затруднено. Цялата инженерна конструкция на моста е завършена едва към края на 1916 г. Поставени са временни дървени перила. Чугунените перила са поставени едва през 1939 г.
Подвижната част на моста е с две крила, като системата за отваряне е с шарнирно прикрепени противотежести и неподвижна ос на въртене, с електромеханична предавка и отвор 56,6 м. При отварянето на моста противотежестите се спускат в кухините на опорите, разположени на ниво 6 метра под нивото на река Нева. Масата на крилото е 700 т. а масата на противотежестите е 1400 т.(1060 т.)
От началото на строителството на територията на Русия и Санкт Петербург са преминали редица исторически събития, които са влияли на изпълнението на проектите за него. Мостът от началото на строителството не е изпълнен съгласно първоначалните идеи: да отговаря изцяло на стила на околната среда-сгради, улици и паметници на културата. През годините са извършвани редица преустройства, подобрения, както и ремонти за запазване на базовата структура на моста. Последният ремонт е извършен на моста през 2012 – 2013 г. Независимо от това, че и този ремонт не успява да осъществи моста във вида на първоначалната идея, Дворцовият мост се явява със своята елегантна конструкция и красив вид един от символите на Санкт Петербург.

## Галерия
- След реконструкцията му през 2015 г.)
- Крайцерът „Аврора“ под вдигнатия мост
- Подвижната част на моста
- Перилата на моста